# Gemma Chan
Gemma Chan (London, 1982. november 29. –) kínai származású angol színésznő. Leginkább a Kőgazdag ázsiaiak című 2018-as vígjátékból ismert, valamint a Humans című sci-fi sorozat egyik főszereplőjeként.

## Életrajz
Londonban született kínai szülők gyermekeként. Édesapjai hongkongi mérnök, édesanyja szülei Kínából települtek át Skóciába. Nyugat-Kentban nőtt fel, az orpingtoni Newstead Wood School for Girls lányiskolába járt, majd az oxfordi Worcester College-on diplomázott jogi területen. A jogi pályát hamarosan színészi hivatásra cserélte, a Drama Centre London drámaiskolában kezdett tanulni.

## Pályafutása
2006-ban modellként szerepelt a Project Catwalk realityshow első évadában, 2009-ben pedig a BBC sorozatában, a Ki vagy, doki?-ban kapott epizódszerepet, ahol egy geológust alakított. Ezután az Egy call-girl titkos naplója állandó szereplője lett, amelyet további televíziós felkérések követtek. Egyik legismertebb szerepét 2015 és 2018 között játszotta a Humans című sci-fi sorozat egyik főszereplőjeként, mint Anita/Mia, egy antropomorf robot. 2018-ban a Watership Down egyik karakterének szinkronhangja volt.
Filmvásznon először a When Evil Calls című független horrorfilmben volt látható, 2006-ban. Játszott a Sanghaj című háborús drámában, a Vizsga című pszichothrillerben, valamint a Submarine című drámában. Chan elkötelezett támogatója az emberi jogoknak, ezért az Amnesty International számára is készített egy filmet Az emberi jogok egyetemes nyilatkozata 60. évfordulójára. Kisebb szerepekben látható volt a Jack Ryan: Árnyékügynök, a Legendás állatok és megfigyelésük, valamint a Transformers: Az utolsó lovag című nagyszabású mozifilmekben is.
2018-ban érkezett el számára az igazi ismertség, amikor főszereplő lett a Kőgazdag ázsiaiak című romantikus vígjátékban. 2019-ben a Marvel Studios szuperhősfilmjében, a Marvel Kapitányban volt látható mint Minn-Erva, a kree fajba tartozó elitkommandós.
A filmezés mellett színházban is játszik, a színpadon a Hampstead Theatre-ben debütált Bertolt Brecht Turandot című darabjának feldolgozásában, Anthony Clark rendezésében. A BBC Radio 4 rádiós műsorában is volt már meghívott vendég. 2019-ben szerepelt a brit Vogue magazin címlapján.

## Magánélete
2013-ban tanúként jelent meg az Old Bailey bíróságon, miután szemtanúja volt egy halálos kimenetelű késelésnek Londonban, a Putney Bridge metróállomásnál.
2018 decembere óta Dominic Cooper színésszel alkotnak egy párt, akivel 2017-ben együtt szerepelt a Stratton című filmben.

## Filmográfia

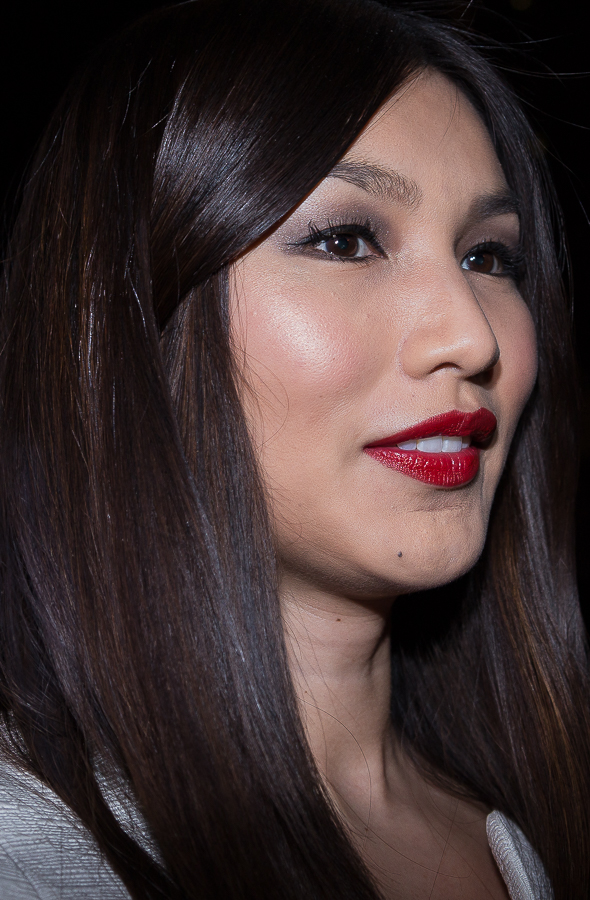
2014-ben

### Filmek
| Év   | Magyar cím (Eredeti cím)                                                    | Szerep                 | Magyar hang                                          | Rendező                        |
| ---- | --------------------------------------------------------------------------- | ---------------------- | ---------------------------------------------------- | ------------------------------ |
| 2023 | Az Alkotó (The Creator)                                                     | Maya Fey               | Gáspár Kata                                          | Gareth Edwards                 |
| 2023 | A fiú és a szürke gém (The Boy and the Heron)                               | Nacuko (hangja)        | Sipos Eszter Anna                                    | Mijazaki Hajao                 |
| 2022 | Nincs baj, drágám (Don't Worry Darling)                                     | Shelley                | Kelemen Kata                                         | Olivia Wilde                   |
| 2021 | Raya és az utolsó sárkány (Raya and the Last Dragon)                        | Namaari (szinkronhang) | Győrfi Laura                                         | Don Hall, Carlos López Estrada |
| 2021 | Örökkévalók (Eternals)                                                      | Szirszé                | Gombó Viola Lotti                                    | Chloé Zhao                     |
| 2019 | Marvel Kapitány (Captain Marvel)                                            | Minn-Erva              | Laurinyecz Réka                                      | Anna Boden, Ryan Fleck         |
| 2019 | Mr. Malcolm's List (rövidfilm)                                              | ?                      | –                                                    | Emma Holly Jones               |
| 2018 | Két királynő (Mary Queen of Scots)                                          | Elizabeth Hardwick     | –                                                    | Josie Rourke                   |
| 2018 | Kőgazdag ázsiaiak (Crazy Rich Asians )                                      | Astrid Leong-Teo       | –                                                    | Jon M. Chu                     |
| 2018 | London Fields                                                               | Petronella             | –                                                    | Mathew Cullen                  |
| 2017 | Stratton (Stratton)                                                         | Aggy                   | Varga Gabriella                                      | Simon West                     |
| 2017 | Transformers: Az utolsó lovag (Transformers: The Last Knight)               | Quintessa              | Sallai Nóra                                          | Michael Bay                    |
| 2016 | Legendás állatok és megfigyelésük (Fantastic Beasts and Where to Find Them) | Madam Ja Csou          | Kis-Kovács Luca                                      | David Yates                    |
| 2015 | Families                                                                    | Chen-Lin               | –                                                    | Jean-Paul Rappeneau            |
| 2014 | Jack Ryan: Árnyékügynök (Jack Ryan: Shadow Recruit)                         | Amy Chang              | Varga Gabriella                                      | Kenneth Branagh                |
| 2013 | A hasonmás (The Double)                                                     | bírónő                 | –                                                    | Richard Ayoade                 |
| 2010 | Submarine (Submarine)                                                       | Kim-Lin                | –                                                    | Richard Ayoade                 |
| 2010 | Sanghaj (Shanghai)                                                          | Shin Shin              | –                                                    | Mikael Håfström                |
| 2010 | Pimp                                                                        | Bo                     | –                                                    | Robert Cavanah                 |
| 2009 | Vizsga (Exam)                                                               | kínai lány             | Zakariás Éva (1. változat) Sallai Nóra (2. változat) | Stuart Hazeldine               |
| 2006 | When Evil Calls                                                             | Molly Nelson           | –                                                    | ?                              |

### Televíziós sorozatok
| Év        | Magyar cím (Eredeti cím)                                        | Szerep           | Megjegyzés                             |
| --------- | --------------------------------------------------------------- | ---------------- | -------------------------------------- |
| 2020      | Thunderbirds Are Go!                                            | Kwark professzor | szinkronhang 1 epizód                  |
| 2019      | I am Hannah                                                     | Hannah           | tévéfilm                               |
| 2018      | Gesztenye, a honalapító (Waterhsip Down)                        | Dewdrop          | szinkronhang 4 epizód                  |
| 2017–2020 | Hotel Transzilvánia: A sorozat (Hotel Transylvania: The Series) | Kurma            | szinkronhang 23 epizód                 |
| 2016      | Rémes rímek (Revolting Rhymes)                                  | Hófehérke        | szinkronhang 2 epizód                  |
| 2015      | Tesók (Brotherhood)                                             | Miss Pemberton   | mellékszereplő                         |
| 2015–2018 | Humans (Humans)                                                 | Anita/Mia        | főszereplő magyar hangja Solecki Janka |
| 2014      | The Game                                                        | Chen Mei         | minisorozat                            |
| 2013      | Dates                                                           | Erica            | 2 epizód                               |
| 2013      | Halál a paradicsomban (Death in Paradise)                       | Jennifer Cheung  | 1 epizód                               |
| 2013      | Shetland                                                        | Hattie James     |                                        |
| 2012      | True Love                                                       | Kathy            | minisorozat                            |
| 2012      | Bedlam                                                          | Kiera            | főszereplő (2. évad)                   |
| 2011      | Fresh Meat                                                      | Ruth             | mellékszereplő                         |
| 2011      | Egy call girl titkos naplója (Secret Diary of a Call Girl)      | Charlotte        | főszereplő (4. évad)                   |
| 2010      | Sherlock (Sherlock)                                             | Soo Lin Yao      | 1 epizód                               |
| 2010      | Kockafejek (The IT Crowd)                                       | Ivana            | 1 epizód                               |
| 2009      | Ki vagy, doki? (Doctor Who)                                     | Mia Bennett      | 1 epizód                               |
| 2006      | Project Catwalk                                                 | önmaga           | 10 epizód; döntős                      |

### Színház
| Év   | Eredeti cím                                 | Szerep | Színház                |
| ---- | ------------------------------------------- | ------ | ---------------------- |
| 2015 | The Homecoming                              | Ruth   | Trafalgar Studios      |
| 2014 | Yellow Face                                 |        | Royal National Theatre |
| 2013 | Our Ajax (világpremier)                     | Athena | Southwark Playhouse    |
| 2013 | Yellow Face (UK premier)                    |        | The Park Theatre       |
| 2012 | The Sugar-Coated Bullets of the Bourgeoisie |        | Finborough Theatre     |
| 2008 | Turandot                                    |        | Hampstead Theatre      |

## Fordítás
- Ez a szócikk részben vagy egészben  a   Gemma Chan című angol Wikipédia-szócikk ezen változatának fordításán alapul.  Az eredeti cikk szerkesztőit annak laptörténete sorolja fel. Ez a jelzés csupán a megfogalmazás eredetét és a szerzői jogokat jelzi, nem szolgál a cikkben szereplő információk forrásmegjelöléseként.